# Bear Bryant
Bear Bryant, pseudonimo di Paul William Bryant (Moro Bottom, 11 settembre 1913 – Tuscaloosa, 26 gennaio 1983), è stato un allenatore di football americano statunitense che ha svolto il ruolo di capo-allenatore nella NCAA. Considerato uno dei migliori allenatori del college football di tutti i tempi, è noto in particolar modo per il suo ruolo di allenatore della squadra di football dell'Università dell'Alabama. Durante i suoi 25 anni alla guida dell'istituto vinse 6 titoli nazionali e 13 titoli di conference. Al momento del suo ritiro nel 1982 deteneva il record di vittorie (323) per un capo-allenatore nella storia del football universitario. Il Paul W. Bryant Museum, la Paul W. Bryant Hall, il Paul W. Bryant Drive e il Bryant–Denny Stadium sono tutti nominati in suo onore all'Università dell'Alabama. Era anche noto per il suo caratteristico cappello pied de poule bianco e nero, per la sua voce profonda, per appoggiarsi al goal post durante i pre-partita e per tenere arrotolato il suo programma di gara sulla linea laterale.

## Carriera
Bryant iniziò la carriera di allenatore nel college football a Maryland per una stagione nel 1945. Dall'anno successivo al 1953 allenò Kentucky e dal 1954 al 1957 Texas A&M. Nel 1958 gli fu offerto il ruolo di capo-allenatore e di direttore atletico di Alabama. Quando gli fu chiesto perché fosse tornato alla sua alma mater, Bryant rispose: "La mamma ha chiamato. E quando la mamma chiama, devi andare di corsa." Durante il primo allenamento primaverile ad Alabama, alcuni assistenti ritennero fosse troppo impegnativo e decine di giocatori lasciarono la squadra. Dopo avere vinto un totale di quattro partite nei tre anni precedenti l'arrivo di Bryant (inclusa l'unica stagione senza vittorie di Alabama nell'era moderna), i Tide ebbero un record di 5–4–1 nella sua prima stagione. L'anno seguente Alabama batté Auburn e si qualificò per l'inaugurale Liberty Bowl, la prima vittoria dei Crimson Tide su Auburn e la prima apparizione in un bowl in sei anni. Nel 1960 Bryant guidò Alabama a un record di 8–1–2 e terminò al nono posto nella classifica dell'Associated Press. Nel 1961, con il quarterback Pat Trammell e giocatori come Lee Roy Jordan e Billy Neighbors, Alabama rimase imbattuta con un record di 11–0 e batté Arkansas 10–3 nello Sugar Bowl, conquistando il titolo nazionale.
I successivi tre anni (1962–1964) videro Joe Namath nel ruolo di quarterback e furono tra i migliori di Bryant. Nel 1962 vi fu un bilancio di 10–1 e la stagione si concluse con una vittoria per 17–0 nell'Orange Bowl sugli Oklahoma Sooners. I Crimson Tide terminarono quinti nella classifica dell'Associated Press Nel 1963 Alabama ebbe un record di 9–2, chiudendo con una vittoria per 12–7 su Ole Miss nello Sugar Bowl, in quella che fu la prima gara tra le due vicine della Southeastern Conference in quasi vent'anni e la seconda in trent'anni. Alabama concluse ottava nella classifica dell'Associated Press Nel 1964 i Tide ebbero un bilancio di 10–0 nella stagione regolare e vinsero un altro titolo nazionale, ma persero per 21–17 contro Texas nell'Orange Bowl. La squadra finì con il condividere il titolo con Arkansas, dal momento che i Razorbacks vinsero il Cotton Bowl Classic e avevano battuto Texas a Austin. Prima del 1968, l'Associated Press e la United Press International assegnavano i loro titoli prima dei bowl di fine stagione. L'AP cessò questa pratica prima della stagione 1968 ma la UPI continuò fino al 1973.
Nel 1965 Alabama ebbe un record di 9–1–1 e si ripeté come campione dopo avere battuto Nebraska, 39–28, nell'Orange Bowl. Dopo due titoli consecutive, la squadra di Bryant rimase imbattuta, battendo una competitiva Nebraska per 34–7 nello Sugar Bowl. Tuttavia Alabama finì terza nella classifica dell'AP dietro a Michigan State e ai campioni di Notre Dame, che precedentemente avevano pareggiato per 10-10 nel finale della stagione regolare. Nella biografia di Bryant scritta da Allen Barra, l'autore suggerisce che i maggiori selettori rifiutarono di eleggere Alabama campione per il terzo anno consecutivo a causa delle recenti prese di posizione del Governatore dello stato George Wallace contro l'integrazione.

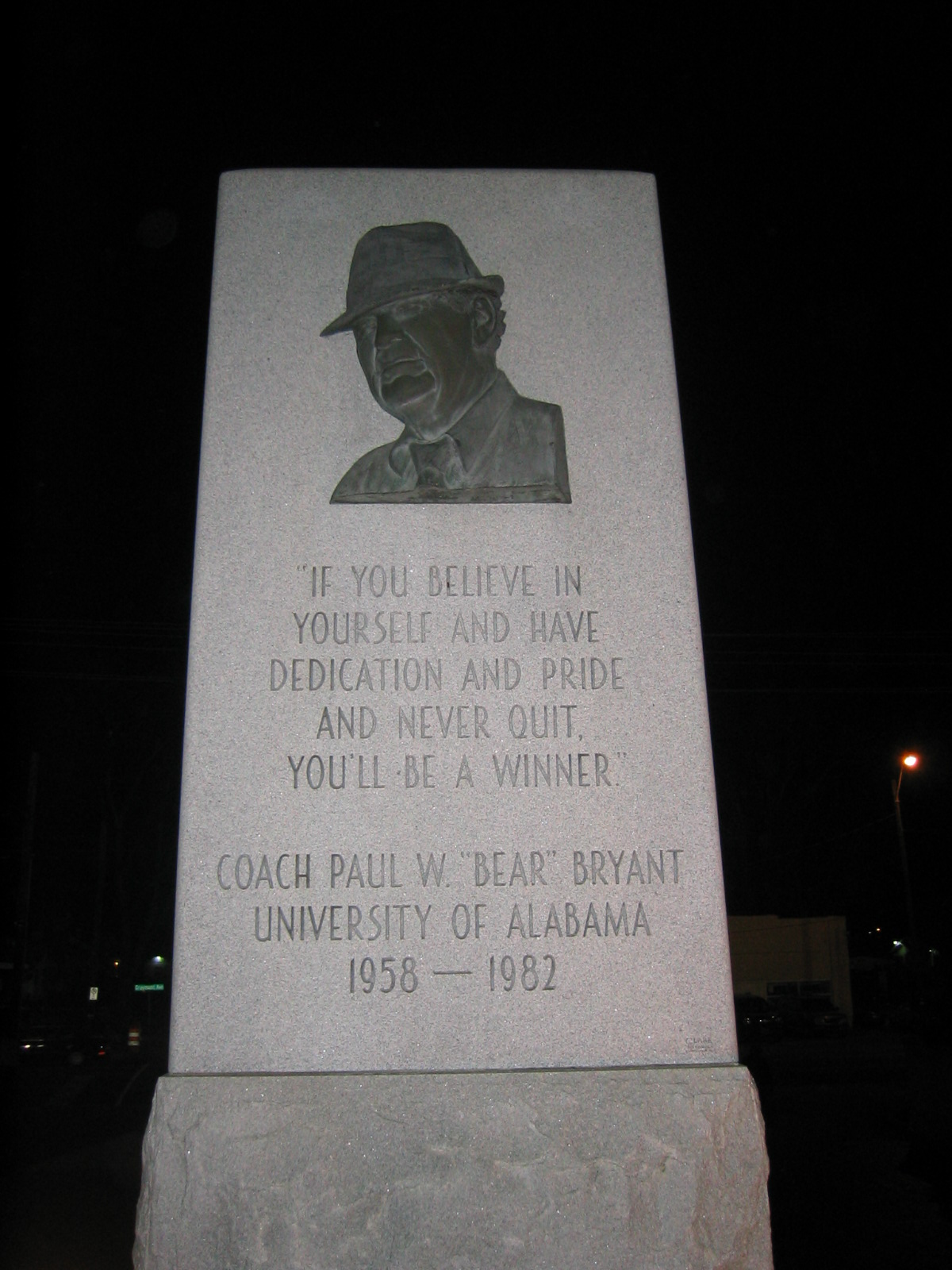
Il Memoriale di Bryant all'esterno del Legion Field

Nel 1967 per l'istituto era atteso un altro titolo nazionale con il ritorno della sua stella, il quarterback Ken Stabler, ma fece un passo falso alla prima partita pareggiando per 37-37 contro Florida State in casa. Alabama concluse all'ottavo posto con un record di 8–2–1, perdendo 20–16 nel Cotton Bowl Classic contro Texas A&M, allenata dall'ex giocatore e assistente Bryant Gene Stallings. Anche nel 1968 Bryant non riuscì a eguagliare i suoi precedenti successi, con la squadra che terminò al diciassettesimo posto con un bilancio di 8–3, perdendo contro Missouri, 35–10, nel Gator Bowl.
Le stagioni 1969 e 1970 si conclusero con bilanci di 6–5 e 6–5–1 rispettivamente. Dopo questi risultati deludenti, molti iniziarono a chiedersi se il cinquantasettenne Bryant fosse finito. Egli stesso fece tale considerazioni e iniziò a valutare se lasciare il college football per la National Football League (NFL).
Per anni, Bryant fu accusato di razzismo per il suo rifiuto di reclutare giocatori afroamericani. (Provò a fare lo stesso anche a Kentucky sul finire degli anni quaranta ma il presidente dell'università Herman Donovan glielo negò.) Bryant disse che il prevalente clima sociale e la presenza del noto segregazionista George Wallace in Alabama, prima come governatore e poi come candidato presidenziale, non glielo permisero. Riuscì finalmente a convincere l'amministrazione scolastica quando reclutò Wilbur Jackson nel 1969, il primo giocatore nero a cui fu offerta una borsa di studio. John Mitchell divenne effettivamente il primo giocatore di colore a scendere in campo per Alabama nel 1971 poiché ai giocatori al primo anno, come Jackson, non era concesso di giocare all'epoca. Ciò aprì le porte a diversi altri giocatori nel futuro. Nel 1973 un terzo dei titolari della squadra era afroamericano e Mitchell divenne il primo allenatore di colore dei Tide quell'anno.
Nel 1971 Bryant iniziò a programmare la sua rinascita, a partite dall'adozione di un nuovo schema in attacco chiamato wishbone formation. Darrell Royal, l'allenatore di Texas di cui era stato assistente, ed Emory Bellard virtualmente inventarono il wishbone, insegnando a Bryant le sue basi, ma quest'ultimo ne sviluppò delle variazioni di successo. Questo cambiamento rese il resto del decennio un successo per i Crimson Tide.
Nel 1971 la squadra rimase imbattuta e chiuse seconda nel sondaggio dell'Associated Press ma fu dominata da Nebraska per 38–6 nell'Orange Bowl. Nel 1972 Bryant guidò Alabama a una partenza con un record di 10–0 prima di perdere contro Auburn numero 9 in classifica nell'Iron Bowl e contro Texas (numero 7) nel Cotton Bowl.
La squadra del 1973 di Bryant rimase imbattuta nella stagione regolare e divise il titolo nazionale con Notre Dame. Notre Dame in seguito batté Alabama, 24–23, nello Sugar Bowl. La UPI si decise anch'essa per spostare la propria classifica finale dopo i bowl. Per i Crimson Tide la situazione fu molto simile nel 1984. La squadra rimase imbattuta nella stagione regolare ma perse contro Notre Dame (numero 9) nell'Orange Bowl 13–11. La stagione 1975 partì con una sconfitta per 20–7 contro Missouri. Alabama dopo di esse vinse tutte le gare rimanenti, incluso lo Sugar Bowl su Penn State, chiudendo con un bilancio di 11–1 al numero 3 della classifica dell'Associated Press. I Tide ebbero un record di 9–3 nel 1976 chiudendo con una vittoria per 36–6 su UCLA (numero 7) nel Liberty Bowl. L'istituto chiuse undicesimo per l'Associated Press. Nella stagione 1977 Alabama subì una sconfitta per 31–24 contro Nebraska nella seconda partita. Vinse poi tutte le gare rimanenti, tra cui un 35–6 su Ohio State (numero 9)  nello Sugar Bowl ma Notre Dame concluse come campione nazionale e i Crimson Tide furono al secondo posto.
La squadra del 1978 condivise il titolo nazionale con USC malgrado l'avere perso con i Trojans a settembre. I Trojans in seguito quell'anno persero con Arizona State e scivolarono al numero 3. Alla fine della stagione, la numero 2 Alabama i fino a quel momento imbattuti e numeri 1 del ranking Penn State Nittany Lions nello Sugar Bowl, con la difesa che resistette negli ultimi istanti, conservando il vantaggio.
Bryant vinse il suo sesto titolo nazionale nel 1979 dopo una vittoria per 24–9 nello Sugar Bowl su Arkansas, chiudendo la stagione con bilancio di 12–0. Bryant guidò Alabama a un record di 10–2 e al numero 6 del ranking nel 1980. L'annata si chiuse con una vittoria per 30–2 su Baylor (numero 6) nel Cotton Bowl. Nel 1981 i Crimson Tide ebbero un record di 9–2–1 e chiusero settimi in classifica.
Bryant allenò Alabama per 25 anni, vincendo sei titoli nazionali (1961, 1964, 1965, 1973, 1978, and 1979) e 13 titoli della SEC. La vittoria di Bryant sui rivali statali di Auburn, allenati dal suo ex assistente Pat Dye, il 28 novembre 1981, fu la sua numero 315, il massimo di tutti i tempi. Dopo avere concluso al sesto posto nella SEC nel 1982, con sconfitte contro LSU e Tennessee per la prima volta dal 1970, annunciò il suo ritiro. Il suo bilancio come allenatore fu di 323–85–17. Scomparve l'anno successivo per un massiccio attacco cardiaco.

## Palmarès
- Campione NCAA: 6

Alabama Crimson Tide: 1961, 1964, 1965, 1973, 1978, 1979
- Campione della Southeastern Conference: 14

Kentucky Wildcats: 1950
Alabama Crimson Tide: 1961, 1964–1966, 1971–1975, 1977–1979, 1981
- Campione della Southwest Conference:

Texas A&M Aggies: 1956
- Allenatore dell'anno nel college football: 3

1961, 1971, 1973
- Allenatore dell'anno della Southeastern Conference: 12

1950, 1959, 1961, 1964, 1965, 1971, 1973, 1974, 1977–1979, 1981
- College Football Hall of Fame